# Campionati mondiali juniores di sci alpino 1984
I Campionati mondiali juniores di sci alpino 1984, 3ª edizione della manifestazione organizzata dalla Federazione Internazionale Sci, si svolsero negli Stati Uniti, a Sugarloaf, dal 1º al 3 marzo; il programma incluse gare di discesa libera, slalom gigante, slalom speciale e combinata, sia maschili sia femminili.

## Risultati

### Uomini

#### Discesa libera
| Pos. | Atleta                  | Nazione        | Tempo   |
| ---- | ----------------------- | -------------- | ------- |
| 1    | Denis Rey               | Francia        | 1:26,05 |
| 2    | Graham Bell             | Regno Unito    | 1:26,24 |
| 3    | Didier Paget            | Francia        | 1:26,37 |
| 4    | Jean-Luc Crétier        | Francia        | 1:26,38 |
| 5    | Siegfried Stürzenbecher | Austria        | 1:26,46 |
| 6    | Emmanuel Yout           | Francia        | 1:26,73 |
| 7    | Gregg Brockway          | Stati Uniti    | 1:27,07 |
| 8    | Serafin Spescha         | Svizzera       | 1:27,09 |
| 9    | Mike Carney             | Canada         | 1:27,17 |
| 10   | Peter Eigler            | Germania Ovest | 1:27,22 |

Data: 1º marzo

#### Slalom gigante
| Pos. | Atleta                  | Nazione     | Tempo   |
| ---- | ----------------------- | ----------- | ------- |
| 1    | Rudolf Nierlich         | Austria     | 2:53,64 |
| 2    | Helmut Mayer            | Austria     | 2:56,80 |
| 3    | Luca Pesando            | Italia      | 2:57,15 |
| 4    | Rainer Salzgeber        | Austria     | 2:57,83 |
| 5    | Siegfried Stürzenbecher | Austria     | 2:57,87 |
| 6    | Battista Tomasoni       | Italia      | 2:58,32 |
| 7    | Johann Hofer            | Austria     | 2:58,37 |
| 8    | Frédéric Bourban        | Svizzera    | 2:59,49 |
| 9    | Robert Žan              | Jugoslavia  | 2:59,73 |
| 10   | Tim Curran              | Stati Uniti | 2:59,88 |

Data: 3 marzo

#### Slalom speciale
| Pos. | Atleta               | Nazione        | Tempo   |
| ---- | -------------------- | -------------- | ------- |
| 1    | Atsushi Itō          | Giappone       | 1:55,21 |
| 2    | Sašo Robič           | Jugoslavia     | 1:56,24 |
| 3    | Finn Christian Jagge | Norvegia       | 1:56,51 |
| 4    | Alberto Tomba        | Italia         | 1:57,38 |
| 5    | Johann Hofer         | Austria        | 1:58,42 |
| 6    | Keiji Oshigiri       | Giappone       | 1:58,93 |
| 7    | Robert Žan           | Jugoslavia     | 1:59,24 |
| 8    | Jan Einar Thorsen    | Norvegia       | 1:59,86 |
| 9    | Hansjörg Tauscher    | Germania Ovest | 2:01,30 |
| 10   | Berni Huber          | Germania Ovest | 2:02,34 |

Data: 2 marzo

#### Combinata
| Pos. | Atleta               | Nazione        |
| ---- | -------------------- | -------------- |
| 1    | Johann Hofer         | Austria        |
| 2    | Luca Pesando         | Italia         |
| 3    | Finn Christian Jagge | Norvegia       |
| 4    | Emmanuel Yout        | Francia        |
| 5    | Peter Eigler         | Germania Ovest |
| 6    | Greg Grossmann       | Canada         |
| 7    | Brian Stemmle        | Canada         |
| 8    | Berni Huber          | Germania Ovest |
| 9    | Wolfgang Vogt        | Germania Ovest |
| 10   | Graham Bell          | Regno Unito    |

Data: 1º-3 marzo

Classifica stilata attraverso i piazzamenti ottenuti
in discesa libera, slalom gigante e slalom speciale

### Donne

#### Discesa libera
| Pos. | Atleta              | Nazione        | Tempo   |
| ---- | ------------------- | -------------- | ------- |
| 1    | Veronika Wallinger  | Austria        | 1:14,46 |
| 2    | Hélène Barbier      | Francia        | 1:15,19 |
| 3    | Heidi Zeller-Bähler | Svizzera       | 1:15,38 |
| 4    | Katrin Stotz        | Germania Ovest | 1:15,67 |
| 5    | Wendy Lumby         | Canada         | 1:15,90 |
| 6    | Alexa Coppola       | Italia         | 1:16,05 |
| 7    | Heidi Zurbriggen    | Svizzera       | 1:16,09 |
| 8    | Chantal Bournissen  | Svizzera       | 1:16,14 |
| 9    | Karen Percy         | Canada         | 1:16,20 |
| 10   | Kerrin Lee-Gartner  | Canada         | 1:16,27 |

Data: 1º marzo

#### Slalom gigante
| Pos. | Atleta             | Nazione        | Tempo   |
| ---- | ------------------ | -------------- | ------- |
| 1    | Mateja Svet        | Jugoslavia     | 2:23,08 |
| 2    | Diann Roffe        | Stati Uniti    | 2:23,21 |
| 3    | Veronika Šarec     | Jugoslavia     | 2:23,82 |
| 4    | Camilla Nilsson    | Svezia         | 2:23,92 |
| 5    | Anita Wachter      | Austria        | 2:24,61 |
| 6    | Ingrid Salvenmoser | Austria        | 2:24,98 |
| 7    | Ulrike Maier       | Austria        | 2:25,41 |
| 8    | Hélène Barbier     | Francia        | 2:26,28 |
| 9    | Veronika Wallinger | Austria        | 2:29,98 |
| 10   | Anette Gersch      | Germania Ovest | 2:27,05 |

Data: 2 marzo

#### Slalom speciale
| Pos. | Atleta               | Nazione        | Tempo   |
| ---- | -------------------- | -------------- | ------- |
| 1    | Monika Maierhofer    | Austria        | 1:24,27 |
| 2    | Nicoletta Merighetti | Italia         | 1:25,07 |
| 3    | Veronika Šarec       | Jugoslavia     | 1:25,25 |
| 4    | Veronika Wallinger   | Austria        | 1:25,35 |
| 5    | Hélène Barbier       | Francia        | 1:25,67 |
| 6    | Pascaline Freiher    | Francia        | 1:26,78 |
| 7    | Christina Meier      | Germania Ovest | 1:26,96 |
| 8    | Chantal Bournissen   | Svizzera       | 1:27,89 |
| 9    | Ingrid Punderson     | Stati Uniti    | 1:28,32 |
| 10   | Miriam Difant        | Francia        | 1:28,38 |

Data: 3 marzo

#### Combinata
| Pos. | Atleta              | Nazione        |
| ---- | ------------------- | -------------- |
| 1    | Veronika Wallinger  | Austria        |
| 2    | Hélène Barbier      | Francia        |
| 3    | Chantal Bournissen  | Svizzera       |
| 4    | Christina Meier     | Germania Ovest |
| 5    | Heidi Zeller-Bähler | Svizzera       |
| 6    | Michaela Marzola    | Italia         |
| 7    | Miriam Difant       | Francia        |
| 8    | Pascaline Freiher   | Francia        |

Data: 1º-3 marzo

Classifica stilata attraverso i piazzamenti ottenuti
in discesa libera, slalom gigante e slalom speciale

## Medagliere per nazioni
| Pos. | Nazione     | Oro | Argento | Bronzo | Totale |
| ---- | ----------- | --- | ------- | ------ | ------ |
| 1    | Austria     | 5   | 1       | 0      | 6      |
| 2    | Francia     | 1   | 2       | 1      | 4      |
| 3    | Jugoslavia  | 1   | 1       | 2      | 4      |
| 4    | Giappone    | 1   | 0       | 0      | 1      |
| 5    | Italia      | 0   | 2       | 1      | 3      |
| 6    | Regno Unito | 0   | 1       | 0      | 1      |
| 6    | Stati Uniti | 0   | 1       | 0      | 1      |
| 8    | Norvegia    | 0   | 0       | 2      | 2      |
| 8    | Svizzera    | 0   | 0       | 2      | 2      |